# Ereaga
La playa de Ereaga, ubicada en el municipio vizcaíno de Guecho, País Vasco (España), es una playa urbana con arena dorada y oscura.